# Ctenodactylus gundi
Ctenodactylus gundi là một loài động vật có vú trong họ Ctenodactylidae, bộ Gặm nhấm. Loài này được Rothmann mô tả năm 1776.

## Hình ảnh

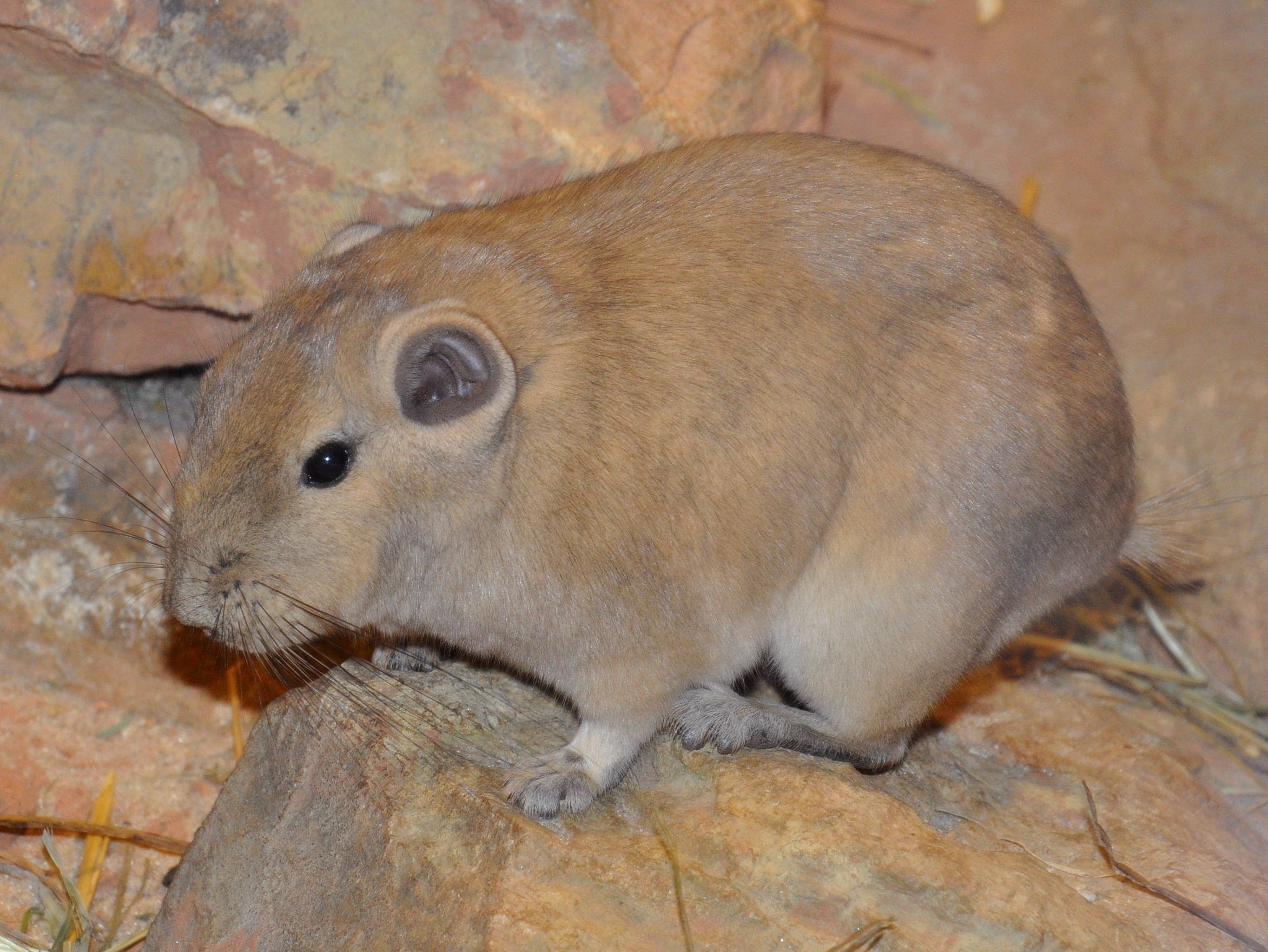
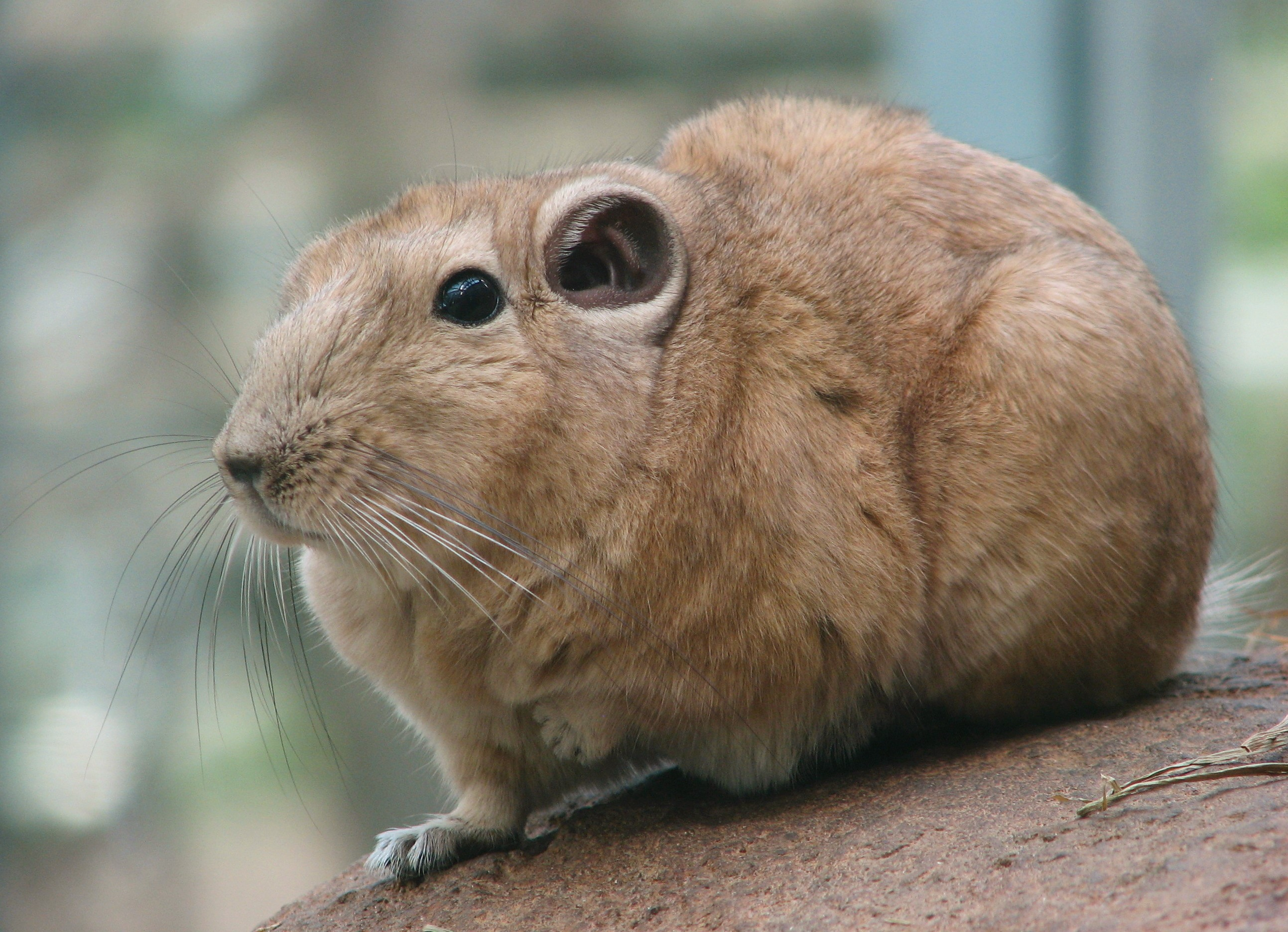
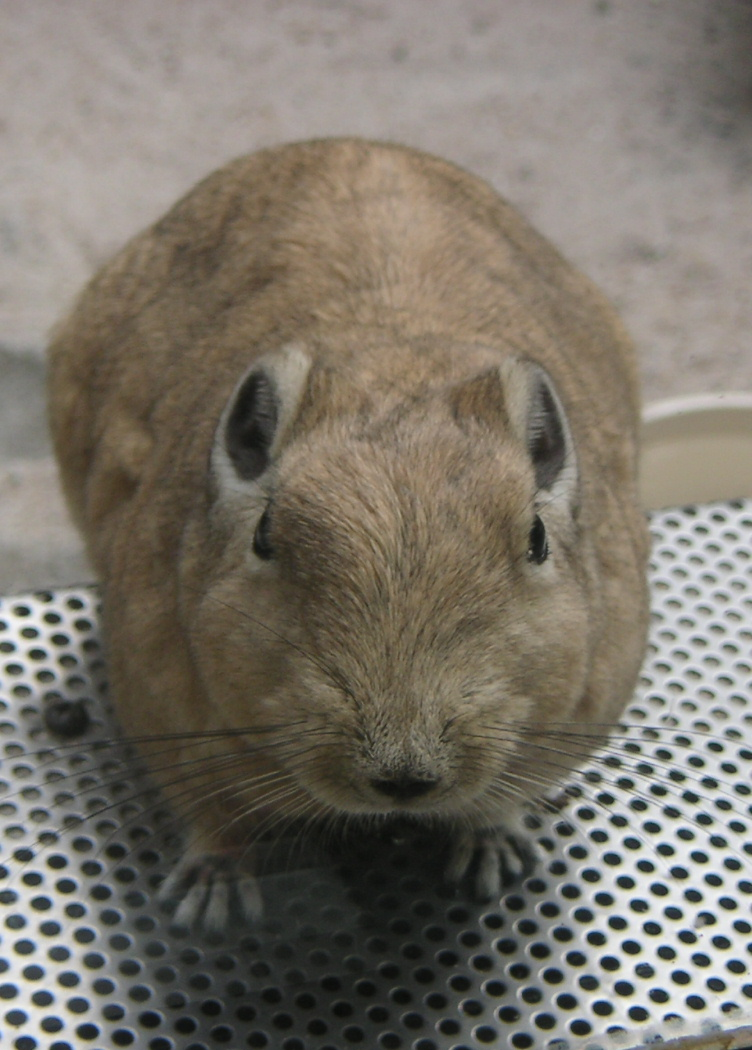